# جيري أورتيغا
جيري أورتيغا هو طبيب بيطري وصحفي وسياسي فلبيني، ولد في 28 أغسطس 1963 في بالاوان في الفلبين، وتوفي في 24 يناير 2011.